# Лютенька (село)
Лю́тенька — село в Україні, центр Лютенської сільської громади Миргородського району Полтавської області. Населення становило ▬2841 осіб станом на 1 січня 2021 року. Орган місцевого самоврядування — Лютенська сільська рада.
Після ліквідації Гадяцького району у липні 2020 року увійшло до Миргородського району.

## Географія
Село Лютенька знаходиться на березі річки Лютенька, яка за 1,5 км впадає в річку Псел, вище за течією на відстані 7,5 км розташоване село Юр'ївка, на протилежному березі річки Псел — село Перевіз. По селу протікає річка Лютенька. На в'їзді в село зі сторони Гадяча розташований ставок Бали. До села прилягають великі лісові масиви (сосна, дуб).

## Назва
За однією з версій назва села походить від прізвиська отамана Лютого, який заснував на цьому місці невелике укріплення, за іншою — в ознаменування запеклого (лютого) опору, що чинився прийшлим загарбникам місцевими жителями. Вірогідніша версія — від назви річки Лютеньки.

### Символіка
Прапор Лютенської сотні (з 1649 року): полотнище малинового кольору, біля древка по вертикалі зеленого кольору Посередині золотий козацький хрест.
Герб сотенного містечка Лютенька Гадяцького полку прийнятий у 1772 році. Має вигляд воїнського щита зеленого кольору. Посередині щита золотий козацький хрест.

## Історія

### Загальні відомості
- Найдавніше сліди на лютенських землях люди залишили ще в епоху кам'яного віку. На околицях села археологи відкрили пам'ятки сурської культури. Протягом скіфської епохи відбулося активне заселення Гадяцького краю. У цей час в долині двох річок — Лютеньки і Псла, за висновком археолога Падалки Льва Васильовича з'явилося городище Старе.
- У XVII—XVII століттях містечко було центром Лютеньської сотні Гадяцького полку. Сформувалося у складі Гадяцького полку (1648—1649 pp.). В Реєстрі Війська запорізького Лютенька вже фігурує як центр Лютенської сотні. Лютенські козаки брали активну участь у визвольній боротьбі проти Речі Посполитої під проводом Богдана Хмельницького. Зборівською угодою закріплена у складі Полтавського полку (1649—1662 pp.). Нараховувала сотня 16 жовтня 1649 р. 157 козаків.
- Відомі сотники: Іван Миценко (1649), Іван Устинов (1661). Борохович Михайло Андрійович (1670—1671), Іван Скаженоженський (Скаженоженко) (1672), Федір Мисиченко (Мисщенко) (1687), Лук'ян Засядько (1719—1725), Онисько Величай (1723, н.), Федір Каламбет (1728), Данило Засядько (1747), Ілля Шостак (1747—1779).
- При створенні у 1662 р. Зіньківського полку Лютенька увійшла до його складу на весь час існування цієї адміністративної одиниці (1662—1672 pp.). У 1672 p. Іван Самойлович відновив Гадяцький полк, включивши до його території і Лютенську сотню. В його складі вона перебувала від 1672 р. до 1782 р. Після ліквідації населені пункти увійшли до Миргородського повіту Київського намісництва. Після приєдння Гетьманщини до Московської держави в 1654 році, козаки Лютеньської сотні брали участь майже у всіх похадах і війнах, які вела Московська держава. Згідно з указами російського імператора 1721 і 1722 року козаки Лютеньської сотні в складі Гадяцького полку брали участь в будівництві Ладозького каналу неподалік Петербургу. У перший похід вийшли 70 лютенських козаків, а повернулося додому 42. У другий похід вийшли 107 козаків, а повернулися 85. Майже 50 лютенських козаків залишилося в болотах поблизу Ладозького озера.
- Містечко Лютеньку у 1658 році пограбували, а на початку 1659 року його дотла спалила орда татар Карачбея. Значна частина населення потрапила у полон і зазнала нелюдських знущань.
- У 1708—1709 років разом з шведськими військами містечко відвідав Даніел Крман і відобразив цю подію в «Подорожньому щоденнику»[5].
- Село було у власності знатних родів: Бороховичі, Рощаковські, Розумовські.
- На подвір'ї Успенської церкви поховано наказного гетьмана Михайла Бороховича та гетьмана Івана Брюховецького.[6]
- XIX — першій чверті XX століття містечко було центром Лютенської волості.
- За даними на 1859 рік у власницькому, казеному та козацькому містечку Гадяцького повіту Полтавської губернії мешкало 6100 осіб (2965 чоловічої статі та 3135 — жіночої), налічувалось 749 дворових господарства, існувало 5 православних церков та завод, відбувалось 4 ярмарки на рік та базари[7].

### Період Радянсько-Української війни 1917—1921
Після вигнання денікінців 15 грудня 1919 року у Лютеньці був створений волосний ревком на чолі з І. Д. Перевалою. Членами ревкому були Т. Я. Козик і В. У. Ластовина. Місцеве населення чинило спротив радянській владі. Велика більшовицька армія потребувала продовольства, кінну тягову силу та ін. Почалося тотальне пограбування селян під личиною «продразвьорсткі». Не очікуючи опору, більшовицькі загони сміливо заходили в селянські обійстя, де забирали все, що траплялось на очі.
За спогадами лютеньчанина Марка Бездудного, у подальшому активного учасника повстанського загону під проводом Леонтія Христового, лютеньчани призначали спостерігача на високу дзвіницю Успенської церкви і коли він бачив валку з більшовицькими підводами, то калатав у дзвони на сполох і майже все доросле населення містечка бігло на край села: чоловіки з косами і жінки з ціпами відбивали просування загарбників. Більшовики розуміли, що малими силами у селян нічого не забереш. І почали нарощувати свої сили, військову присутність в райнах грабунку.
У відповідь вибухнуло велике козацько-селянське повстання на чолі якого став Христовий Леонтій Остапович. Улітку 1920 року в урочищі Загатка повстанці розстріляли більшовицький продзагін в кількості 40 солдат, який йшов у Лютеньку для грабунку селян
20—22 липня 1920 загін Л.Христового спільно з повстанцями отаманів Масюти і Мандика вели бій із 14-ю армією більшовиків поблизу села Лютеньки. Спочатку повстанці знищили червоних розвідників, коли ті підійшли до Лютеньки і помічені зчинили стрілянину. За дві години червоні частини пішли у наступ. Наступ повторювався кілька разів протягом дня. Ранок 22 липня у Лютеньці розпочався гарматним обстрілом з позицій червоних. Розпочався наступ більшовиків. Від натиску більших сил більшовиків повстанці зазнали поразки. Масюта загинув. Більшовики мордували жителів містечка — тих, хто вцілів після бою.
29 серпня 1920 року на околицях Лютеньки відбувся бій між повстанцями та 7-ю Володимирською дивізією, 185-ю бригадою ВОХР, 64-м, 488-м,489-м більшовицькими полками. У результаті бою повстанці відступили, село було спалене більшовиками. Під час штурму Лютеньки в результаті вуличних боїв загинуло більше 150 повстанців і мирних жителів села. Сотні жінок, дітей та літніх людей, рятуючись від розправи, втекли до лісу. Залишену в селянських обійстях худобу конфіскували на користь радянської влади. Повстанці відійшли за річку Лютенька в напрямку Бірок і укріпилися в лісі. Такого руйнування і таких жертв Лютенька не зазнавала з 1658 року, коли містечко сплюндрували орди татар Карачбея.

Свідчення Андрієвського Віктора Никаноровича:
В Лютенці було спалено близько 1100 обійсть. Жертв ніхто не рахував, вцілілі мешканці містечка довго ховалися в лісах доки Лютеньку не покинув останній окупант.
За іронією долі, 7-ма Володимирська дивізія у вересні 1941 року була повністю розбита в Київському котлі, а командир дивізії Голіков Олександр Грігор'євіч, комісар Рогальов Федір Федорович, начальник агентури особового відділу Корніс Роберт Пєтровіч були арештовані органами НКВС в 1937 році та розстріляні.
Зберігся архівний документ, акт розстрілу більшовиками заручників із числа цивільних мешканців Лютеньки за 30.06.1921 року. Були розтріляні Савченко Микита Павлович, Скаженик, Яременко Макар, Хлопко Григорій, Бойко Гаврило, Кацюба Парфентій, Мищенко Филимон, Дворник Данило. До смертної кари була засудженна і Бойко Катерина, але її вдалося зникнути зі свого будинку до арешту.

### Друга світова війна. Період нацистської окупації села, 11.09.1941— 10.09.1943рр.
Період нацистської окупації тривав з 11.09.1941 р. по 10.09.1943 р.
22 червня 1941 року до війська Червоної армії було мобілізовано чоловіків села віком до 50 років, а у серпні цього ж року було видано розпорядження про демонтаж і евакуацію спиртового заводу. В той самий час почалося закладання баз для партизанського загону на території Лютенського та Безвіднянського лісництва.
3 грудня 1941 року 120 партизан із загону під командуванням І. І. Копёнкіна атакував гарнізон, у результаті операції гарнізон був частково знищений, партизани спалили склад з пальним, склад з продовольством для німецької армії, 3 автомашини і 1 мотоцикл. Близько 150 мирних жителів було розстріляно під час каральних операцій у відповідь на дії партизан.
За час окупації із території села було насильно вивезено 577 мирних жителів на трудові роботи (остарбайтерів).
Звільнена Лютенька була 11 вересня 1943 року. Важливу роль в придушенні запеклих контрударів противника в Миргородському районі зіграла введена в бій з резерву ставки Головного військового командування 47-я армія під командуванням генерал-лейтенанта П. П. Корзуна і 373-та стрілецька дивізія, бійцям якої в селі споруджено обеліск Слави. Всього загинуло і було поранено близько 1000 солдат дивізії.
Після визволення села, силами червоної армії місцеві жителі не чинили спротиву радянській владі.
Всього за час війни з Лютеньки в Радянську армію було призвано більше 2000 її мешканців, загинуло, пропало безвісти більше 500 осіб. Цивільних мешканців села загинуло близько 300.

### Радянський період 1922—1991рр.
Відразу після встановлення Радянської влади в селі розпочалася колективізація. Не довіряючи місцевому населенню, на посаду голови сільської більшовики прислали Юрко Захара Гнатовича. Як розповідали потім старожили села, Юрко, намагаючись догодити Радянській владі, показати свою відданості її у великі релігійній свята відправляв підводи з візниками під церкви і всіх хто виходив з церкви хапали, і відправляли на роботи на колгоспне поле. Але надалі це не спасло його, він був арештований в 1937 році і розстріляний органами НКВС «как враг народа». Місцеве населення чинило спротив, не бажало добровільно вступати в колгоспи. У відповідь на це влада СРСР застосувала репресії щодо мирних жителів, шляхом ув'язнення, каторги та фізичної розправи. Сили були нерівні, адже частина населення яка могла чинити активний, симетричний спротив окупаційній владі загинула в двадцятих роках, а решта тікаючи від переслідування переселилася в віддалені краї. Переломним моментом став голодомор 1932—1933 рр. в результаті якого загинула 1/4 населяння (близько 2000).Очевидці стверджують про акти канібалізму під час голодомору. Населенню було оголошено: «Хто не хоче виходити на роботу в новостворені колгоспи, ті особи позбавляються корови, а коли такої немає, підлягають покаранню» Бригади «буксирів» здебільшого складалися із місцевих мешканців, вихідців із нижчих верств населення та криміналітету. Керували ними так звані 25-тисячники — Золотарьов з Ленінграду та Фіялов з Дніпропетровську. Перший лютенчанам запам'ятався тим, що ходив по хатах і пиячив, якщо господарі відмовляли йому і його помічникам в гостинності то на другий день цього господаря «розкуркулювали», а сім'ю відправляли в Сибір, а другий запам'ятався тим, що нічого не петрав в сільському господарстві і коли він посилав звіт в район, то писав: «грєчіху викопалі, картофєль покосілі». Після занесення Лютеньки на республіканську «Чорну дошку», для допомоги «буксирам» до Лютеньки прибуло до 300 робітників з Києва, Харкова, Полтави, Гадяча. Для зручності грабунку село «буксири» поділили на десятки і сотні. «Вимітали» з господарств все, включаючи вузлики з квасолею, якщо в печі випадково знаходили якесь їство то тут же сідали їсти під плач маленьких дітей. Багате природними ресурсами і працьовитими людьми село почало вимирати. По вулицях було чути лише скрегіт коліс підвод, які їздили по вулицях села, забирали загиблих. Вимирали цілими вулицями. Забирали інколи ще ледь живих людей, щоб «другий раз не повертатися, бо все одно помре». Відвозили і в Безвіднянський ліс, там загиблих скидали під піщаний пагорб і зверху приспали піском. Копати ями для померлих ні у кого не було сил. Так завершувалося розкуркулення. В селі не залишилося приватних землевласників. Про штучно організований голод в Лютенці дав свідчення комісії конгресу США лютенчанин,протоієрей УАПЦ в США о. Федір Коваленко, який по закінченню другої світової війни проживав в США.
Тільки Лютенька почала пороху відходити від страхіть колективізації, працювати на своїх же землях які стали колгоспними, але вже майже безкоштовно, за тарілку юшки, за «галочку» у відомості, як прийшло нове лихо — сталінські репресії, великий терор. І криваві жорна знову почали перемелювати лютеньчан.
В першу чергу арештовувалися мешканці села, які хоч як-небудь були зв'язані з повстанським рухом в 20-ті роки, так були арештовані брати Дурнеги — Данило і Степан, Данило після повторного арешту засуджений до розстрілу, Степана заслання в Сибір. Також були засуджені брати Скаженики — Антон, Дмитро, Яків, Петро, Антон до розстрілу. Якщо особа, яка була вказана в ордері на арешт була відсутня вдома, НКВС-ти забирали дорослого члена сім'ї, якщо сім'ї вдавалося втекти, виїхати з Лютеньки, брали сусіда.
Після визволення села. від німецьких окупантів, розпочалися репресії сімей та родичів колаборантів.
Після воєнний період характеризується значним економічним зростання села, відкриттям вечірніх шкіл для дорослих, електрифікацією, частковою механізацією сільського господарства.
У 1985 підірвані рештки Успенської церкви.
- Волости и важнейшие селения Европейской России.
- Отамани повстанців Гадяцького краю (1920-1923 рр.)

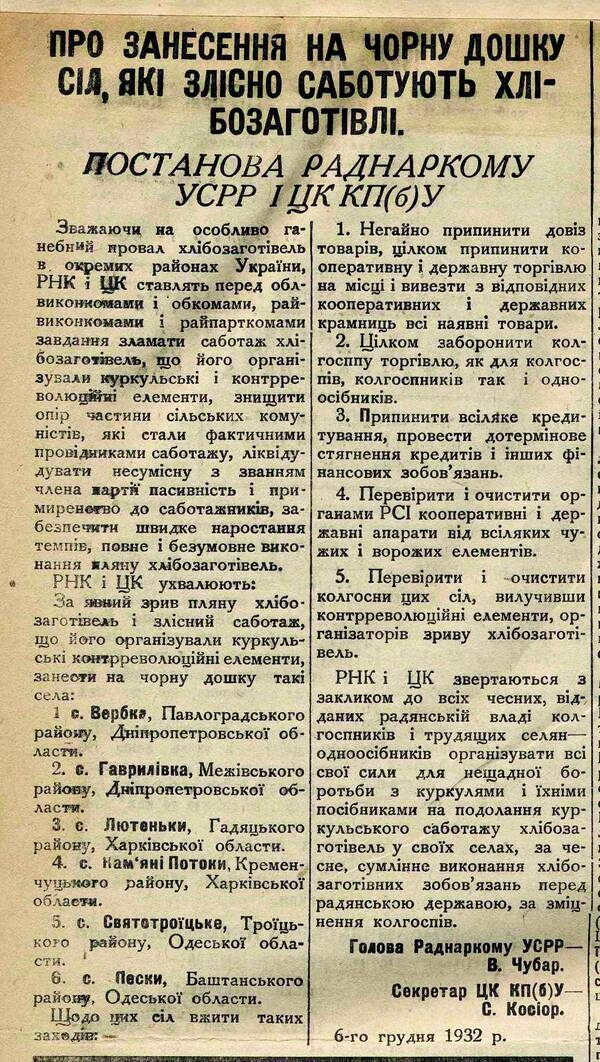
Постанова Раднаркому УССР про занесення на чорну дошку

## Релігійна громада
- У 90-х роках протоієреєм Іоаном (Кавчак) побудована Свято-Успенська церква. У 2008 році проведено капітальний ремонт храму та заміна куполу і хреста протоієреєм Василем (Лило).
- 2012 році на місці руїн Свято-Успенського Храму розпочато будівництво дерев'яного храму протоієреєм Василієм (Лило).

### Храми села Лютенька

#### Зруйновані
- Успенська церква
- Воскресенська церква
- Миколаївська церква
- Церква Іоанна Предтечі
- Кладовищенська церква Всіх Святих була побудована в 1673 році. У книзі Грановського П.А. «Полтавская єпархия в ея прошлом и настоящем» є запис про дзвін, придбаний в 1675 році. Таким чином даний храм є найстарішим серед усіх храмів села Лютенька. Про храми Орличанського і Кобижчанського кладовищ записів у книгах не знайдено, а старожили села показують місця, де вони знаходились На Нагайському кладовищі ніхто про храми не пригадує і в книгах записи відсутні, проте старожили відзначають, що там раніше були поховання іновірців – татар та євреїв[11]. За даними книги «Полтавская єпархия в ея прошлом и настоящем» на 1890-ті роки храм функціонував. Зруйнований радянською владою у 1920-1930 роках.

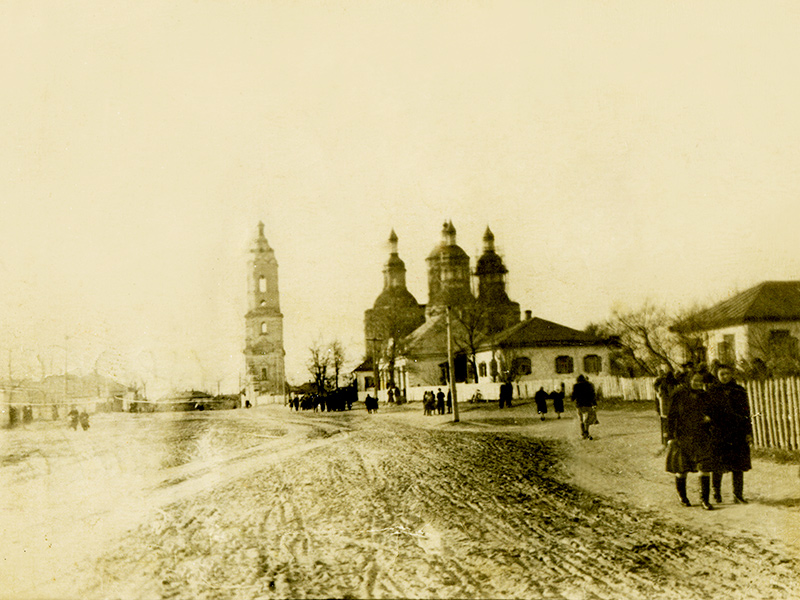
Лютенька.Центральна вулиця на фоні Успенської церкви.
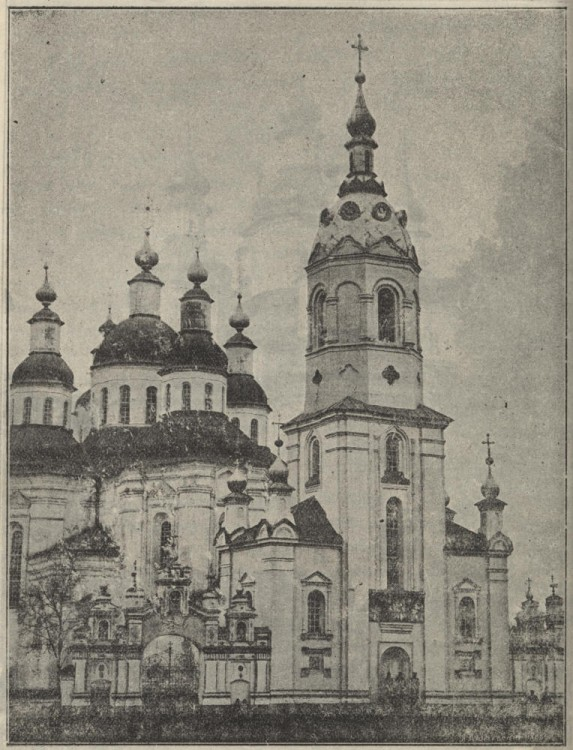
Дзвіниця Успенської церкви
Воскресенська церква. Лютенька
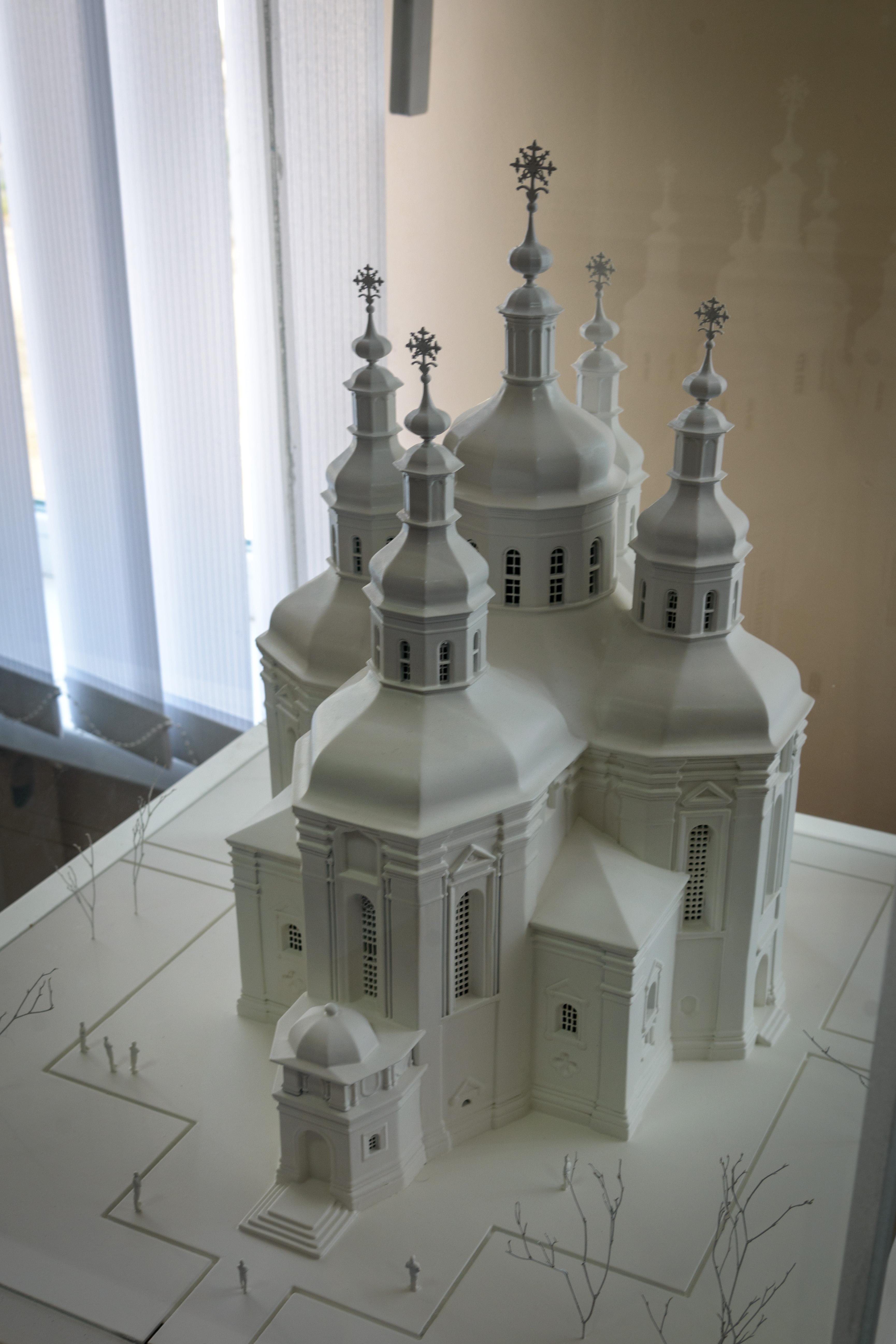
Макет Успенської церкви у шкільному музеї О.Д.Засядька

#### Діючі
- Церква Успіння Пресвятої Богородиці
- Свято-Успенська церква

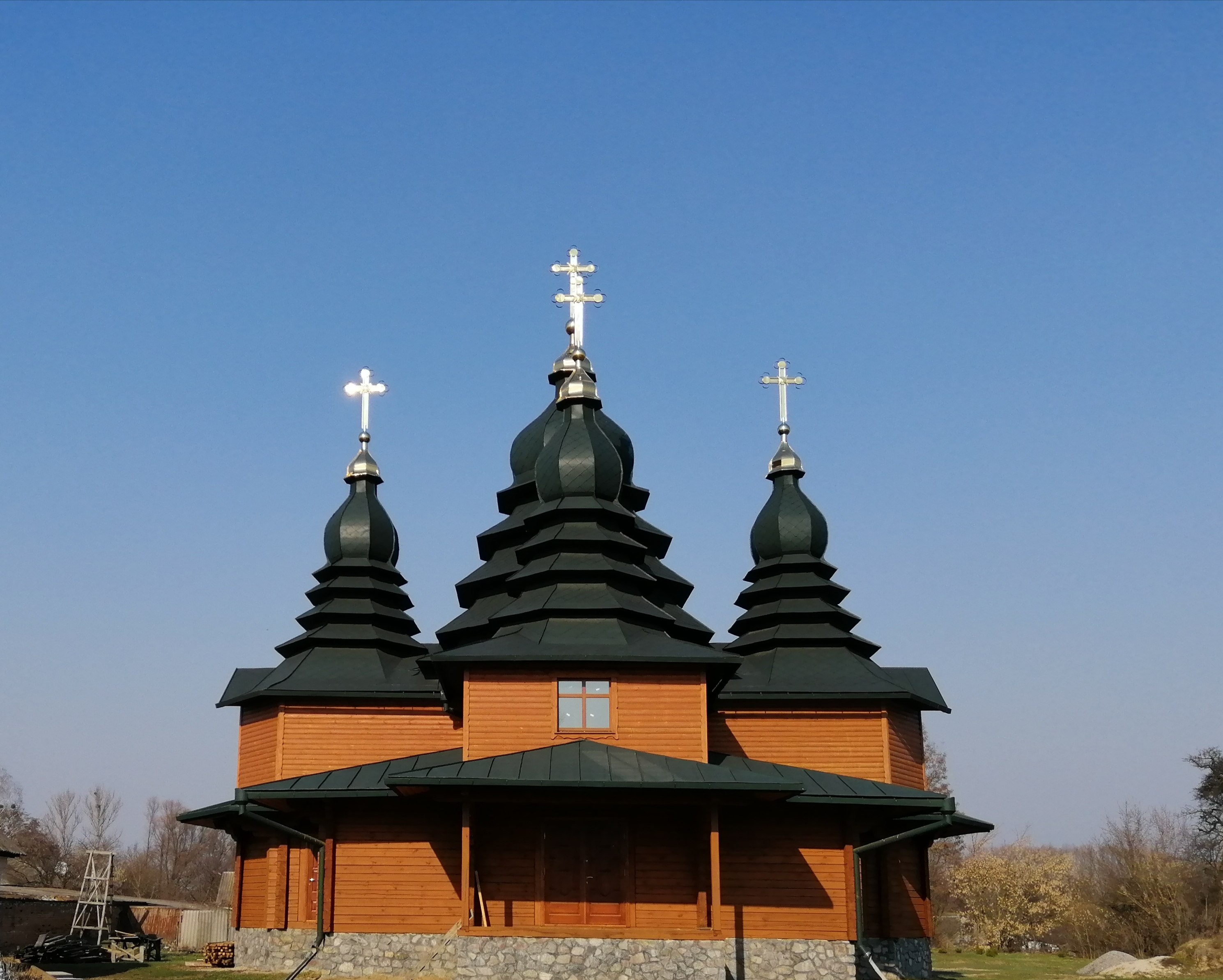
Свято-Успенський Храм с. Лютенька 2019 рік.
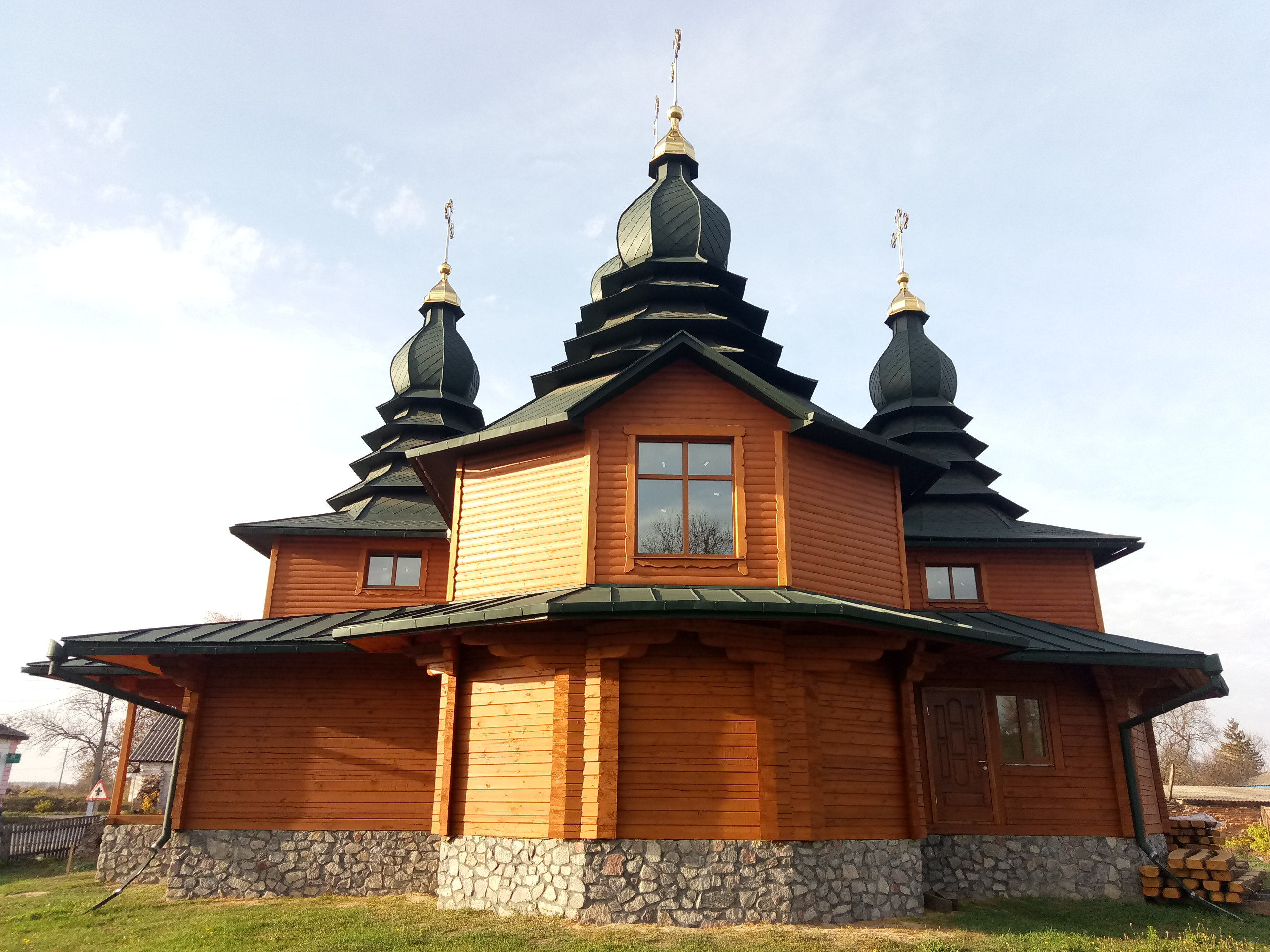
Свято-Успенський Храм с. Лютенька 2018 рік
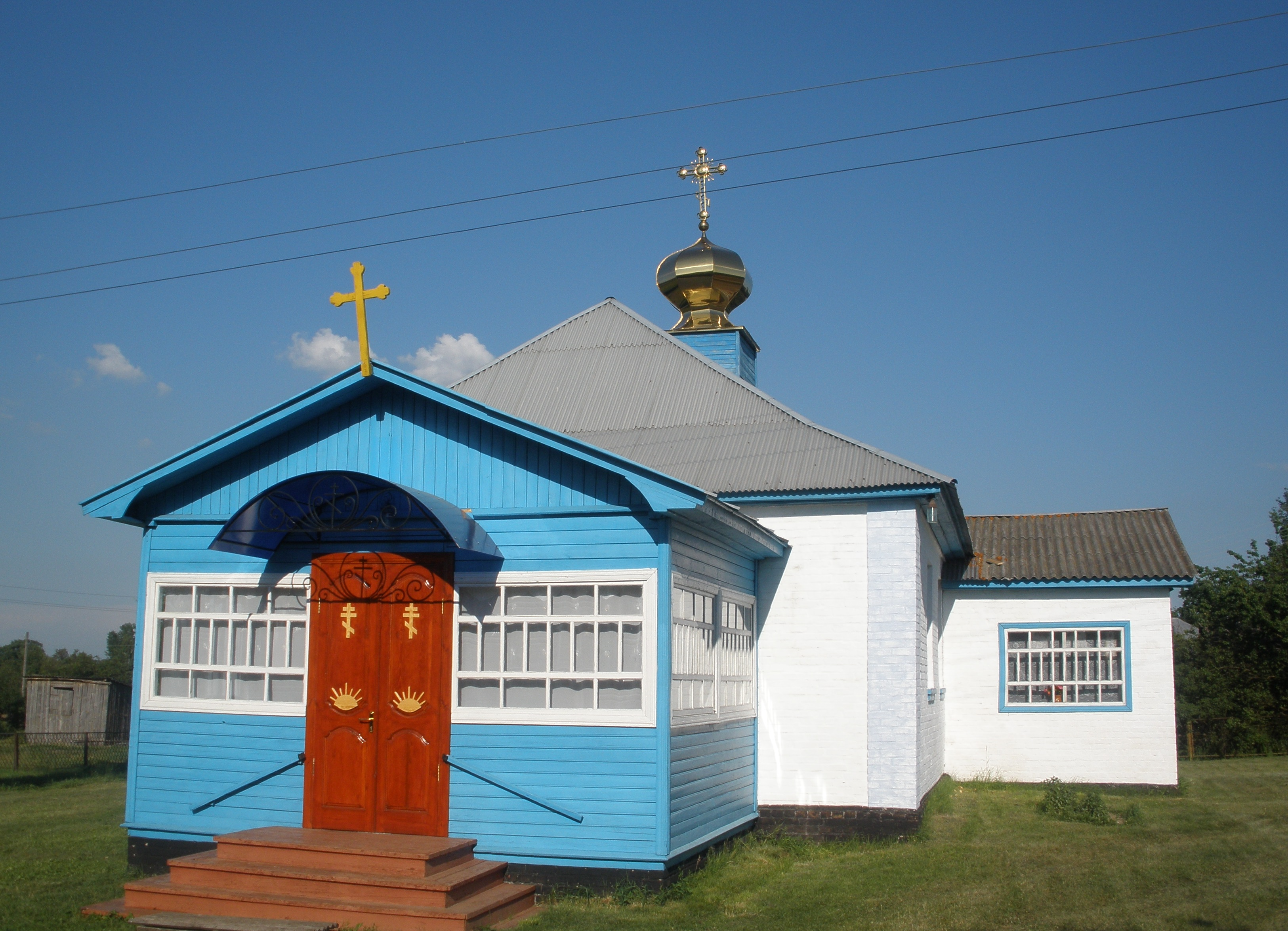
Свято-Успенська церква (молитовний будинок) с.Лютенька 2016 рік.
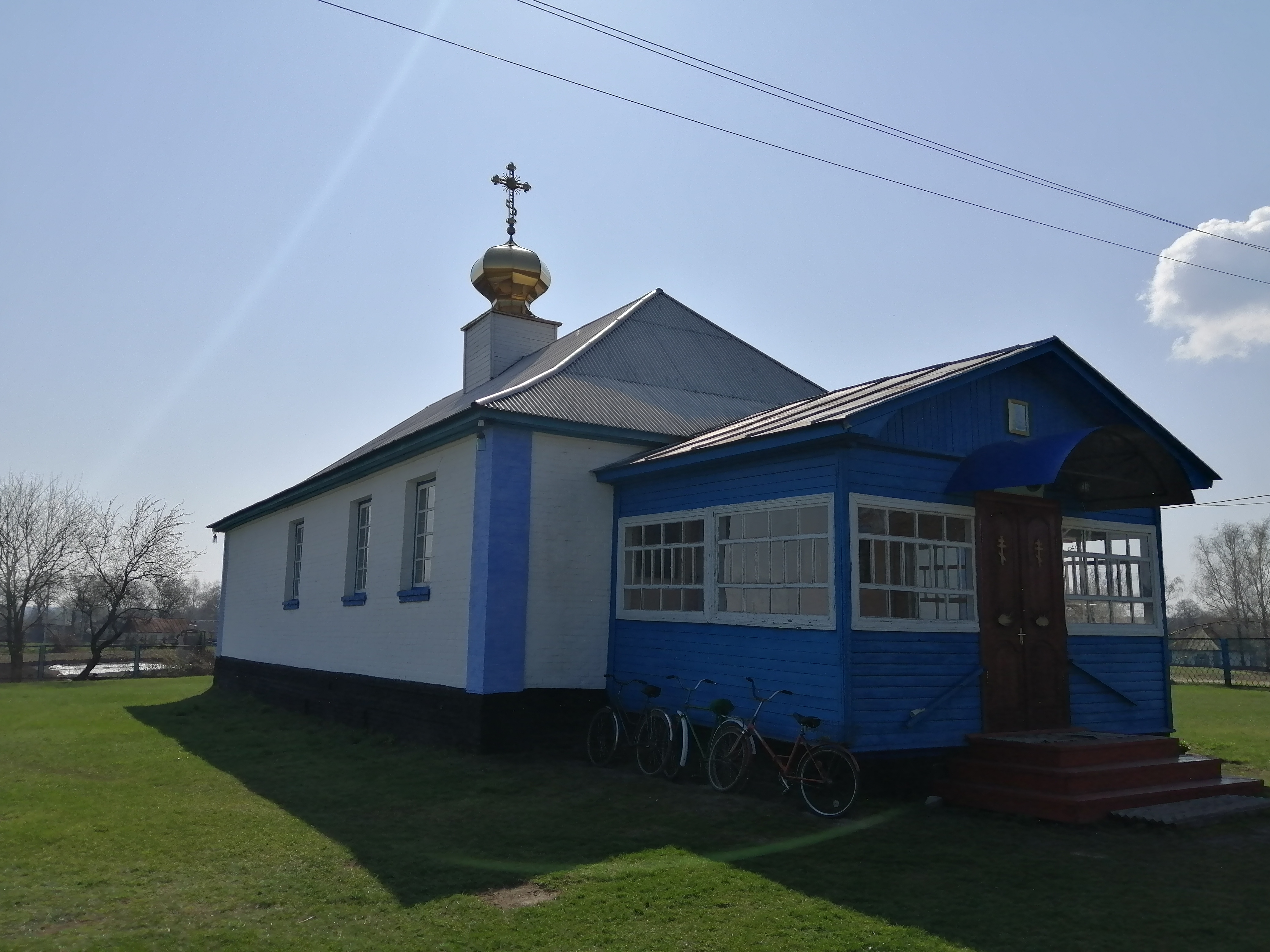
Свято-Успенська церква (Лютенька) 2019 рік.

## Сьогодення

### Інфраструктура
- Працює 1 дитячий садок.
- ОПОРНИЙ ЗАКЛАД "Лютеньський ліцей імені М.Л. Велічая"
- Амбулаторія сімейної медицини.
- Стадіон.
- Сільська бібліотека (з декількома комп'ютерами та безкоштовним доступом до інтернету)
- На території села розташовано 4 цвинтарі. Місцеві органи самоврядування не підтримують їх в належному стані. Територія цвинтарів покрита густим чагарником, старими деревами, наявна велика кількість сміття, відсутня огорожа.
- 14 % відсотків всіх доріг села асфальтовані. Станом на 2019 р. всі асфальтовані дороги перебувають в аварійному стані. Решта 86 % доріг ґрунтові.
- На території села відсутня централізована каналізація. Місцеві мешканці використовують вигрібні ями.
- Наявне відділення ТОВ «Нової пошти».[12]
- Працює аптека.
- На території села працює швидкісний бездротовий інтернет.
- Працює АЗС

### Економіка
- Молочно-товарна.
- Лютеньське лісництво.
- Безвіднянське лісництво.
- Лютенський коноплезавод.
- СТОВ ІМ. Шевченка.[13]

### Війна на сході України
З початком російської збройної агресії проти України (2014 р.), на захист її цілісності стало понад 20 жителів села. Місцеві мешканці та релігійна громада допомагали (гуманітарна допомога) воїнам 51-ї окремої механізованої бригади під час їх бойового чергування на блокпості поблизу Гадяча в 2014 році.  Відео-ролик на YouTube

### Декомунізація
Після перемоги у 2014 році Революції гідності було демонтовано пам'ятник Володимиру Ульянову-Леніну. Демонтаж проводився зі застосуванням спецтехніки. Згідно з законом про декомунізацію в Україні було перейменовано назви вулиць, які були названі на честь більшовицьких вождів-керівників та мали назви комуністичного походження. Перейменування проводилося з урахування думки місцевих мешканців. Але було проігноровано закон України «Про правовий статус та вшанування пам'яті борців за незалежність України у XX столітті».

## Галерея

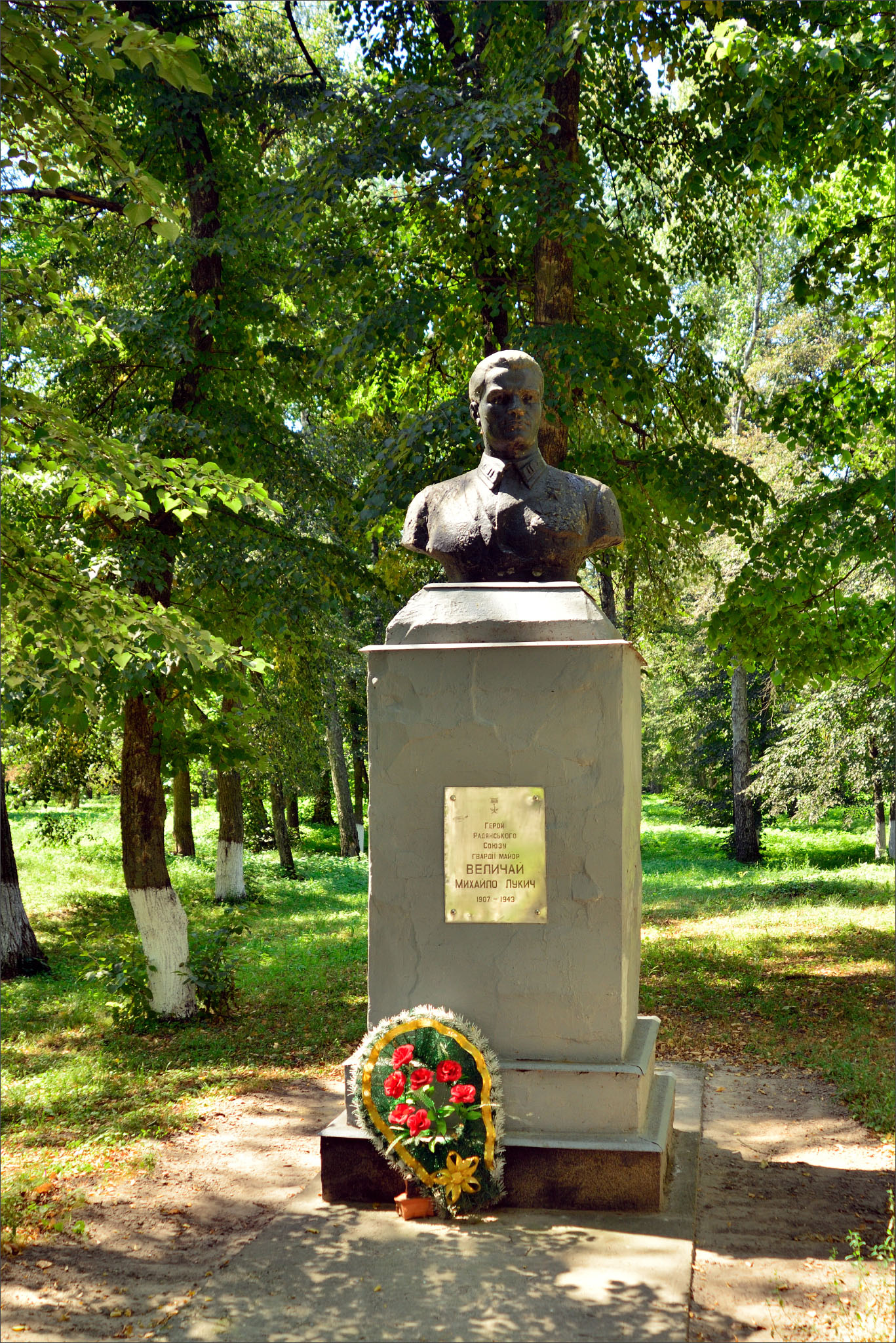
Пам'ятник-бюст герою Радянсько союзу лютеньчанину М. Л. Величаю в  с. Лютенька
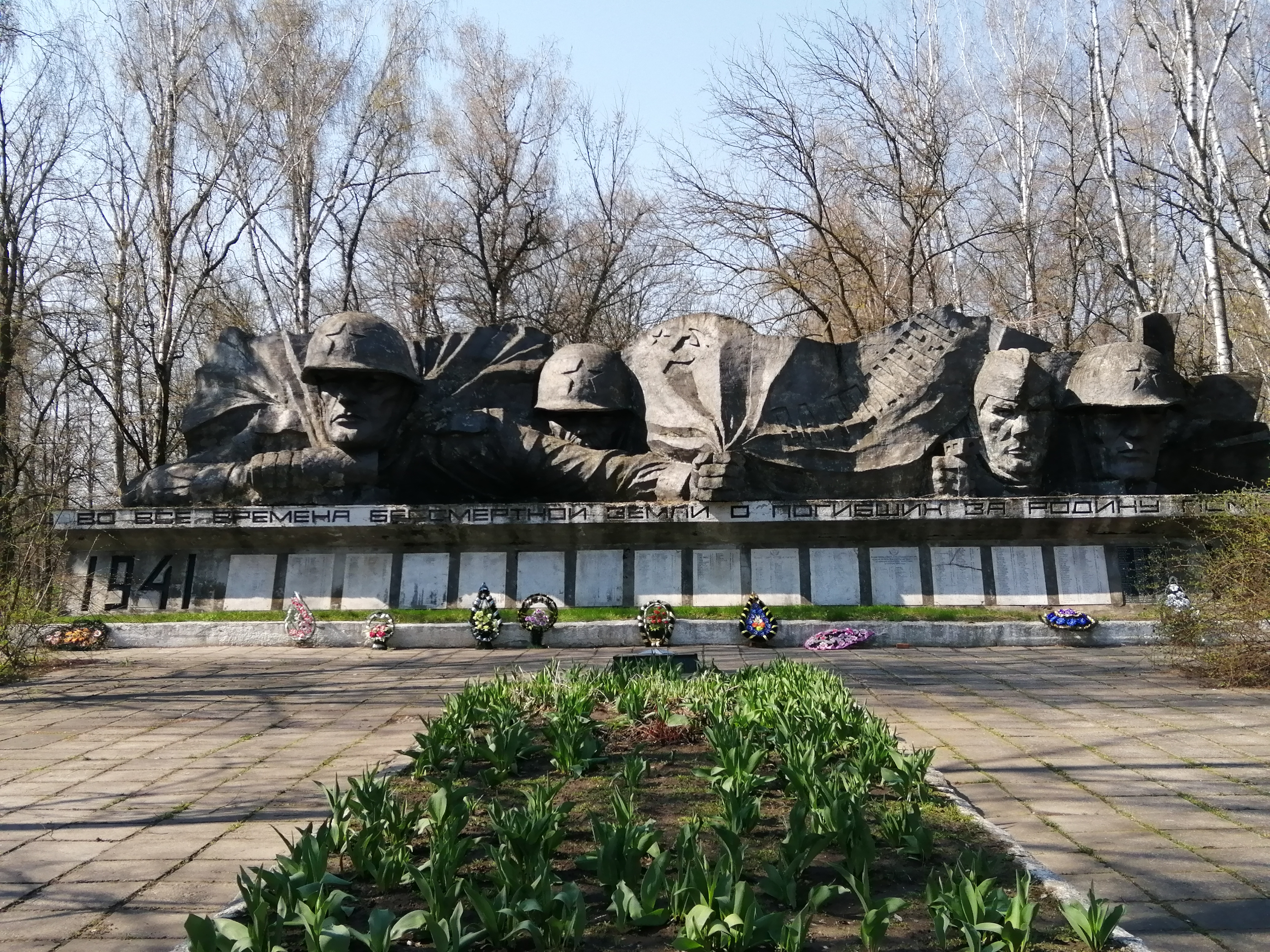
Пам'ятник воїнам, які загинули визволяючи с.Лютеньку в 1943 році.
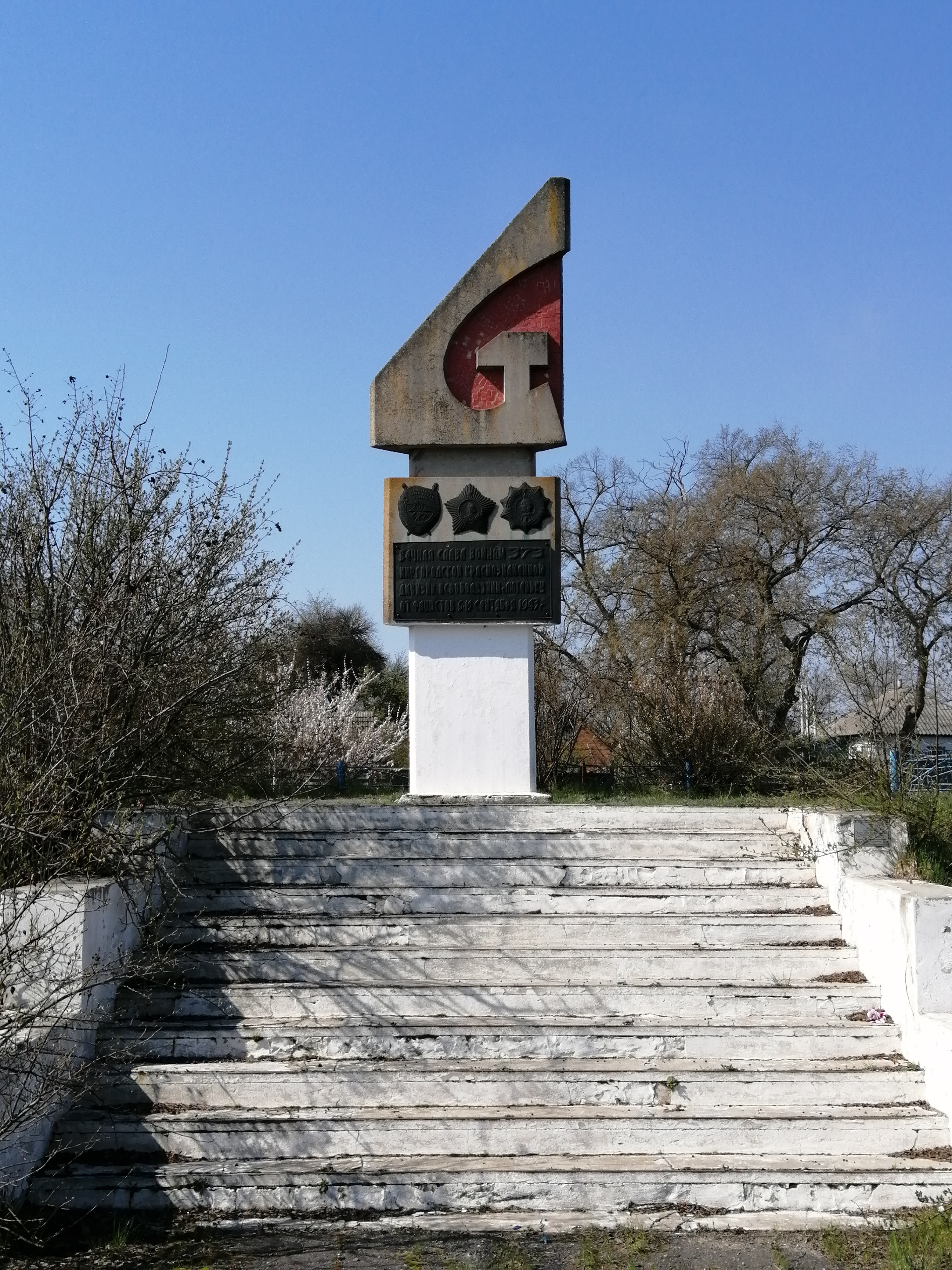
Монумент воїнам 373 миргородської дивізії. Лютенька.
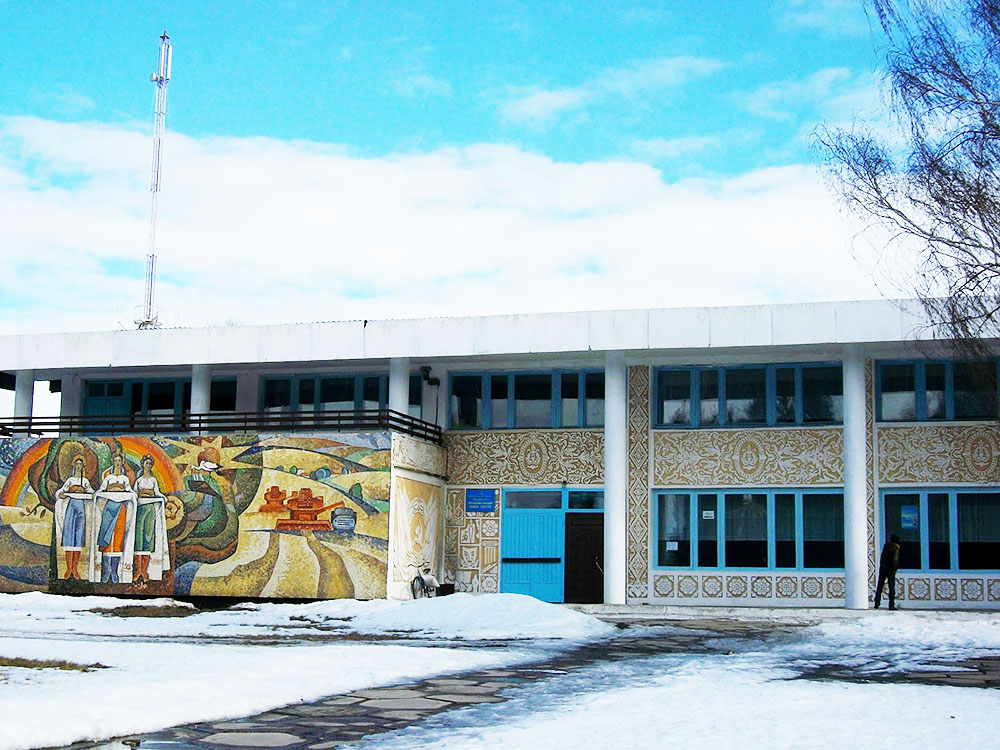
СБК с.Лютенька
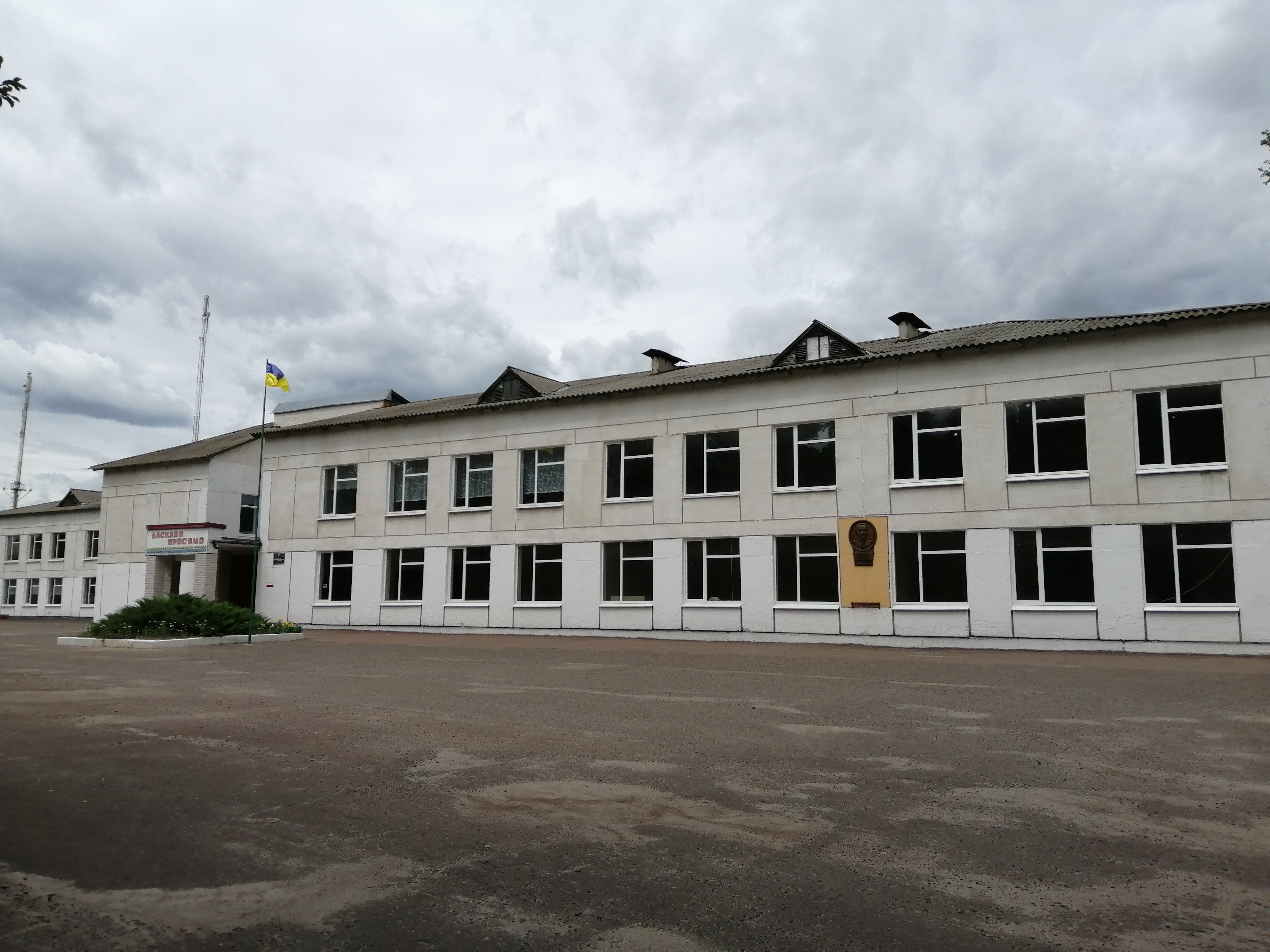
Лютенська Загальноосвітня Школа І-Ііі Ст. Імені М.Л. Величая
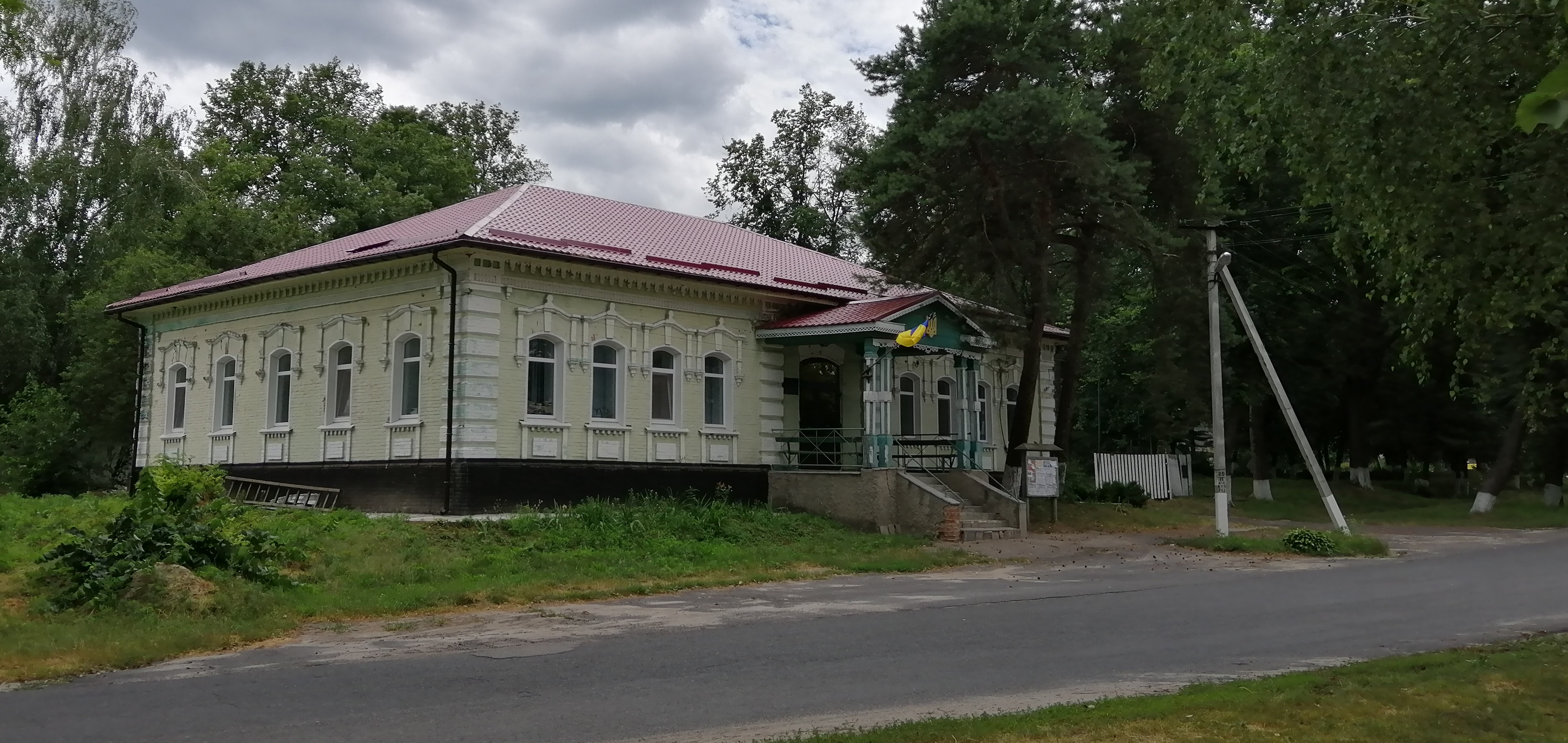
Будівля сільської ради С.Лютенька
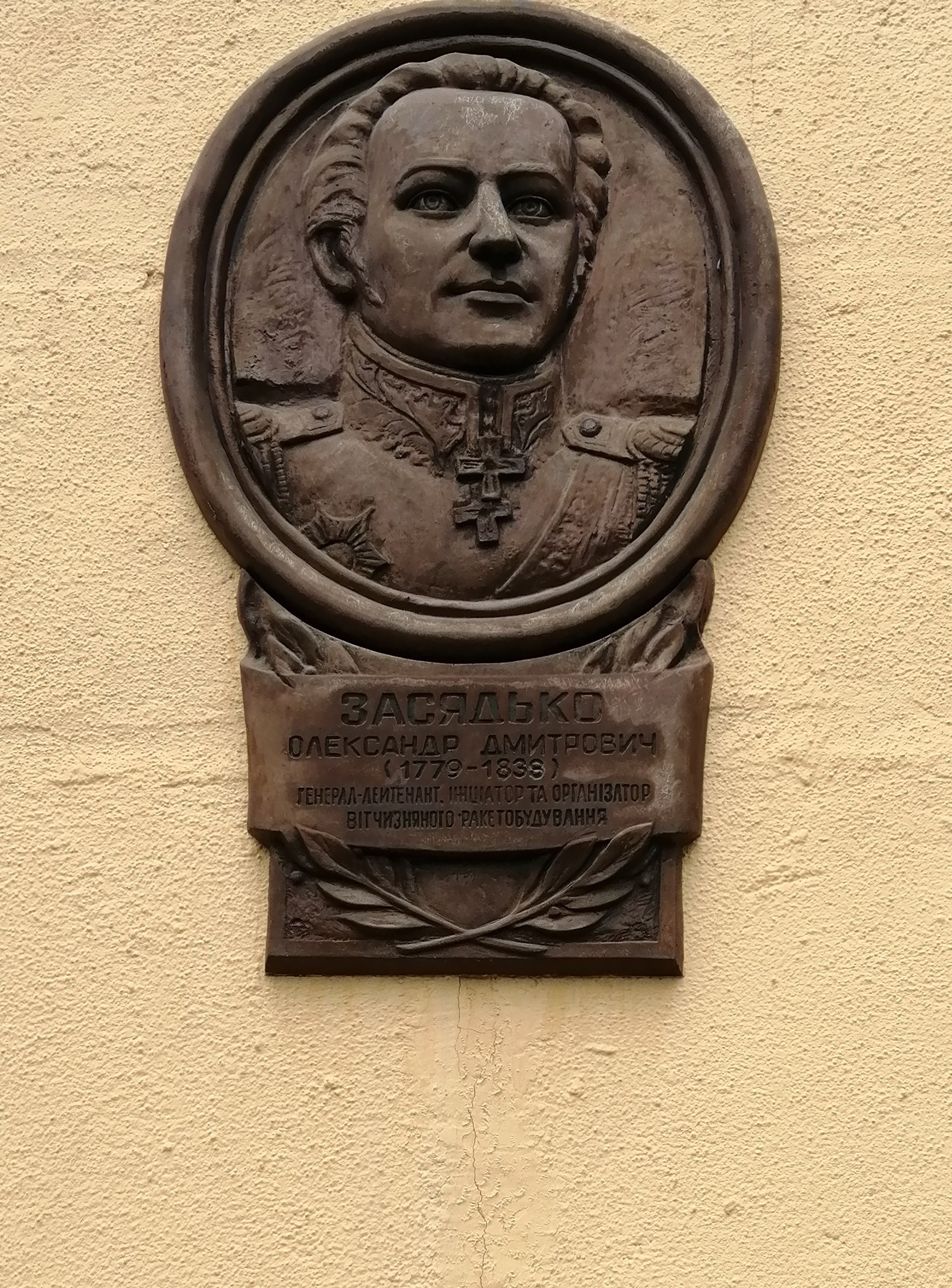
Засядько О.Д Пам'ятна табличка Лютеньська ЗОШ
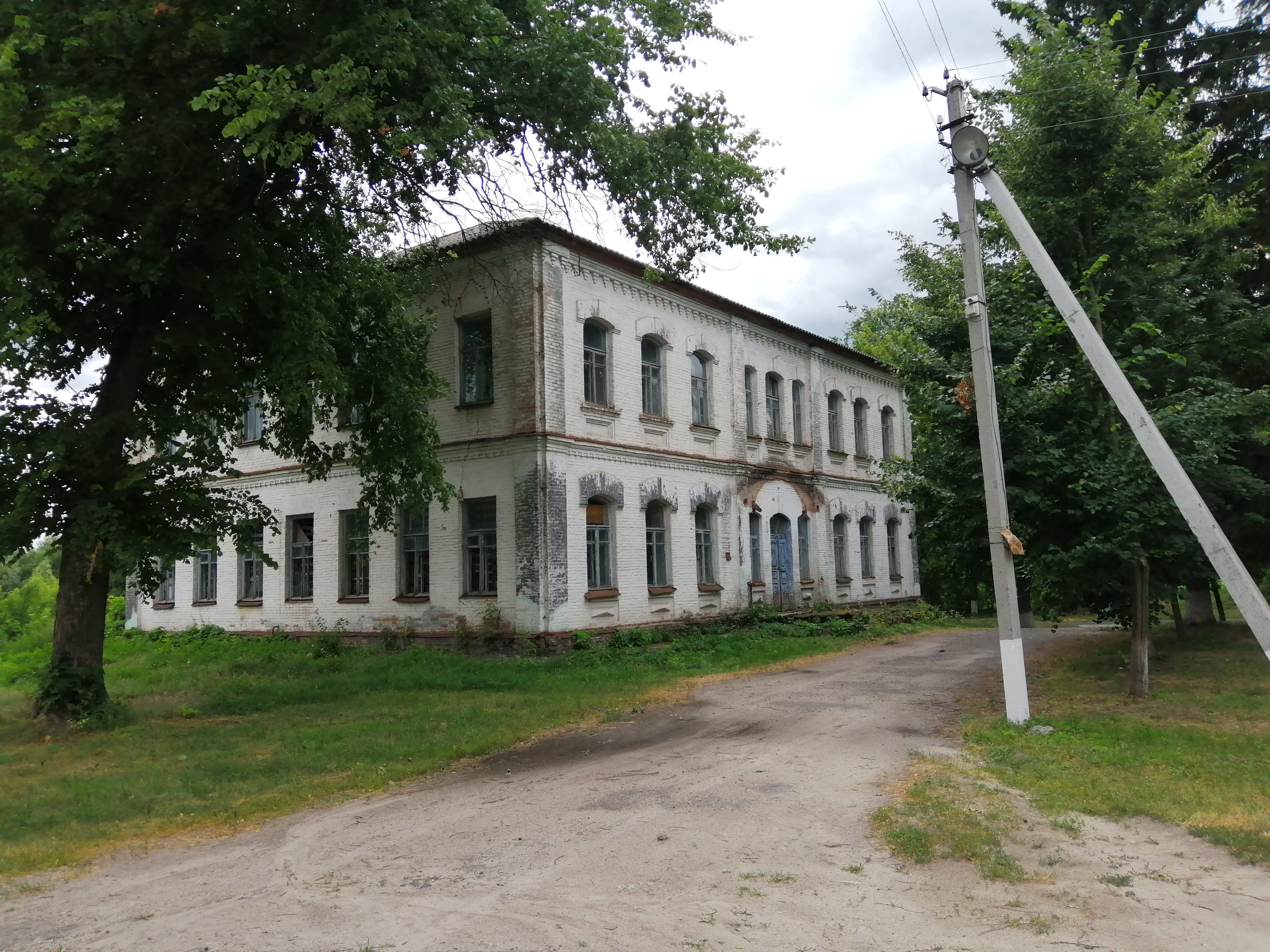
Будівля закритої середньої школи с.Лютенька
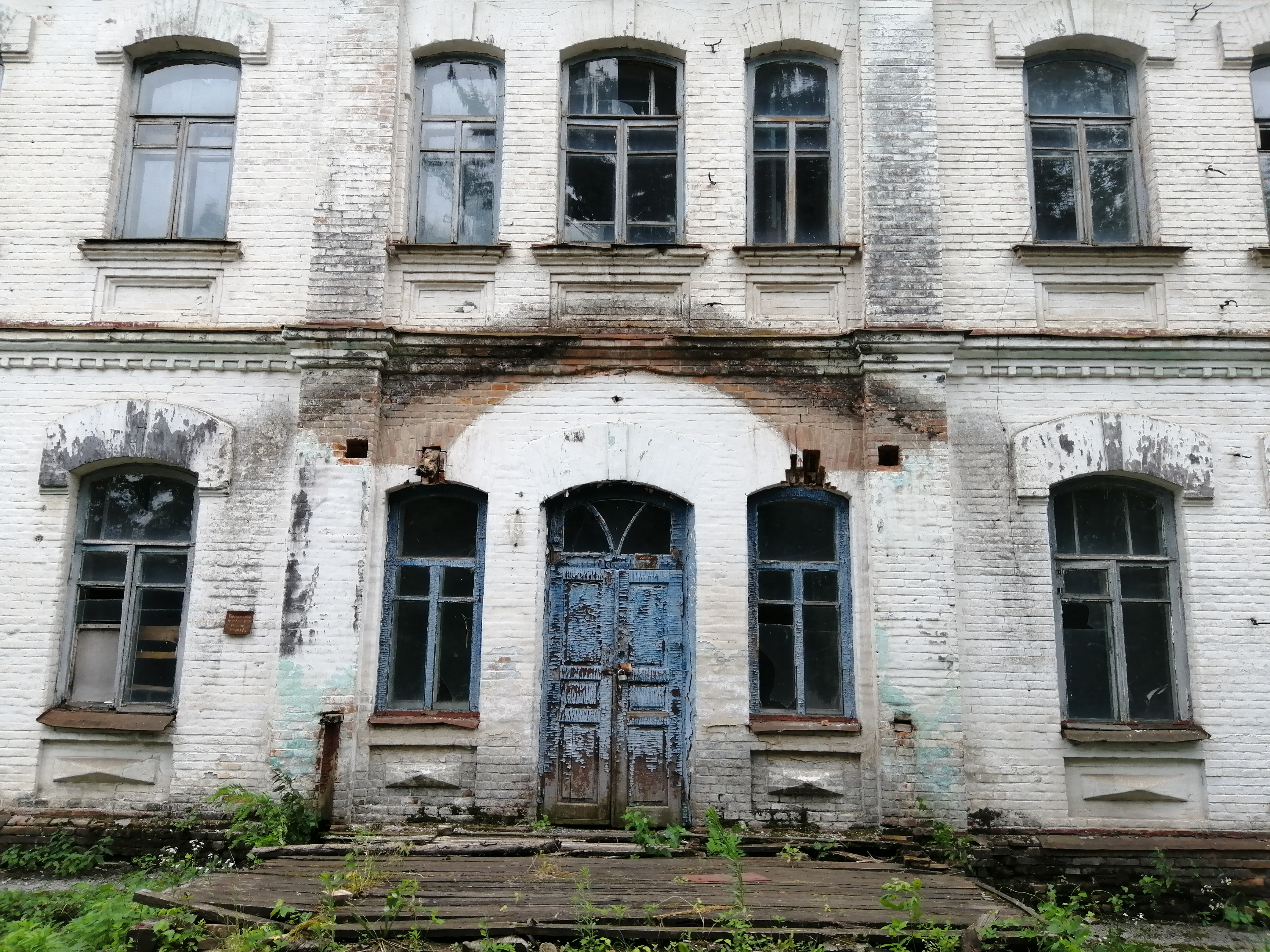
Будівля закритої середньої школи с.Лютенька
Бюст гетьмана Івана Брюховецького

## Унікальні народні свята
- «Галушки» — місцева традиція у селі Лютенька, яка проводиться на день храмового свята, 28 серпня (Успіння Пресвятої Богородиці), коштами місцевої релігійної громади.[14]
- «Віха» — місцева дохристиянська традиція в селі Лютенька, яка проводиться на «Зелені Свята»[15].

## Відомі люди
- Артеменко Архип Олексійович (схимонах Авреліан) (1857-20.01.1890) — козак, прибув на Афон і поступив в Свято — Пантелеймонів монастир в 1881 році, пострижений в рясофор з іменем Августин 29.03.1883 року, в мантію з тим же іменем, в схиму 13.01.1890 року. Послух проходив в Крумиці, Каламарії. Півчий-бас.
- Бойко Іван Данилович (1916—1987) — навчався в Московському хіміко-технологічному інституті м'ясної промисловості. Під час війни і аж до початку 1950-х працював інженером на хіміко-фармацевтичному заводі імені Л. Я. Карпова (нині «Мосмедпрепарати»), м. Москва. Потім був завідувачем лабораторією у Всесоюзному науково-дослідному інституті антибіотиків. Захистив кандидатську, а потім докторську дисертації. Доктором технічних наук (1958 р.), професор. З початку 1970-х і до пенсії (1976 р.) пропрацював на посаді заступника директора Московського інституту біосинтезу білкових речовин. Нагороджений орденом Леніна.
- Борохович Михайло (†1704) — український військовий та державний діяч доби Гетьманщини, дипломат, полковник Гадяцького полку Гетьманщини, Лютенський сотник.
- Буташевич-Петрашевський Михайло Васильович (1821 — 1866) — діяч російського революційно-демократичного руху, юрист, революціонер, організатор неформального інтелігентського гуртка (петрашевці), народився в Лютеньці, коли батьки гостили у Лютеньці в діда Михайла Васильовича, Петрашевського Михайла, офіційно записано, що народився в Петербурзі. Його дід — Петрашевський Михайло, був священником лютеньської Миколаївської церкви. В його батька, Петрашевського Василя Михайловича в Лютеньці був будинок з кріпаками (письмова згадка за 1816 рік).
- Величай Михайло Лукич (1907—1943) — гвардії майор, заступник командира 100-го полку, 35-ї гвардійської дивізії по політчастиніі, який першим форсував р. Дніпро в районі Дніпропетровська (с. Військове, 27—30.09.1943 р.), Герой Радянського Союзу (1944). Захоронений в м. Синельникове. Його іменем названа середня школа в Лютеньці.
- Велічай Деомід Ілліч (1880 — після 1935) — учасник Першої світової війни, служив в 42-му піхотному Якутському полку, штабс-капітан, під час війни попав в німецький полон. Нагороджений орденами та медалями, Георгієвською зброєю. На 1935 рік — замісник планово — економічним відділом «Росбринза», в цьому ж році засуджений Саратовським крайсудом на 5 років за антирадянську агітацію, разом з ним був засуджений і його син Олег (1912 р.н.) на 3 роки, студент інженерно-меліоративного інституту. Були реабілітовані 27.03.1992 року.
- Велічай Йосип Семенович (1784—1857) — на 22.05.1805 рік поручник Єлисаветградського  гусарського полку РІА, брав участь  у війнах з Францією 1805, 1806-1807 рр., брав участь в битві під Аустерліцом. Учасник війни з Австрією1809 року. Учасник Французько-російської війни (1812), брав участь в боях і битвах при Кочергишках, Какувячині, Валутні горі,Бородіно  (25-26.08.1812). В 1813-1814 рр. брав участь в боях і битві при Денневіці, Торгау,  під Лейпцигом, блокаді Гамбурга, Суассона, Реймсом (07.03.1814), Сен-Дізьє. Нагороджений золотою шаблею. Вірогідно нащадок лютеньського сотника Онисима Велічая.
- Велічай Тимофій Ілліч (10.06.1886 ст. ст. — після 19.07.1920), офіцер РІА. Отримавши домашню освіту поступив в Чугуївське піхотне юнкерське училище по 1-му розряду. Служба в армії з 03.09.1906 року. Підпоручник (15.06.1908), поручник (15.06.1912). Офіцер загону 13-ї прикордонної Велюнської бригади 3-го округа прикордонної сторожі. В 1917 році закінчив Севастопольську військову авіаційну школу, служив пілотом-спостерігачем 13-го корпусного загону, 5-го авіаційного дивізіону. На 19.07.1920 року військовий пілот ЧА в м. Твері. Подальша доля невідома. Народився в Лютеньці, в сім'ї козака Велічая Ілька Дмитровича та Векли Іванівни. Нагороджений орденом Св. Станіслава 3-го ступеня з мечом і бантами (11.04.1916).
- Волошина Лариса Костянтинівна (1906—1975) — поетеса, українська письменниця.
- Галагуза Парфентій Андрійович (1891- 9.03.1942) — командир сотні, начальник штабу повстанського загону під проводом Леонтія Христового. В Першу світову війну — офіцер РІА, після 1917 року в армії УНР. Після поразки в Перших визвольних змаганнях осів на Донбасі, працював вчителем математики, директором школи в м. Сорокиному (до декомунізації Краснодон). Був арештований в 1937 році, військовим трибуналом 18 армії 6 лютого 1942 р. засуджений до розстрілу. Вирок виконано 9 березня 1942 року. Реабілітований у 1991 р.
- Гринь Василь Антонович (1942)— заслужений лісівник України (2003).
- Гринь Павло Миколайович (1931—2015) — доктор технічних наук, інженер Дніпропетровського гірничого інституту, заслужений працівник металургійної промисловості України.
- Гришко Олександр Логвинович (30.08.1877, ст.ст. - ?) — сліпий кобзар, лірник. Виконавець дум і пісень. Навчався гри в кобзаря Хоми Коваленка. Сластіон Опанас Георгійович записав у нього три думи «Удова і три сини», «Брат та сестра», «Плач невільників». Влітку 1908 року український етнограф, фольклорист, композитор, музикознавець і літературознавець Колесса Філарет Михайлович здійснив фольклористичну експедицію у Наддніпрянську Україну і відобразив  музичні твори Гришка в "Матеріалах до української етнольоґії" т. XIII. Львів, 1910 р. І.—LXXI та  записав їх на фонограф. За непідтвердженими даними був репресований більшовицькою владою.
- Гузь Петро Іванович (нар.1898—†1959) — кобзар. Був одним із визначних майстрів бандурної гри першої половини 20 століття, здібним імпровізатором.
- Данильченко Іван Григорович (22.06.1925 - 07.10.2023 м. Лондон, Канада) - відомий громадський діяч української громади в Канаді. Був директором літніх таборів Організації Демократичної Української Молоді (ОДУМ) в Оквілі та м.Лондоні Онтаріо, директором Культурного центру Святого Володимира в Оквіллі. Був нагороджений Почесною грамотою ради Української Православної Церкви Святого Володимира за сумлінну працю, пов’язану з Культурним центром Святого Володимира в Оквілі.
- Дибуля Андроник Іванович (схимонах Акіндін) (1859-?) — козак, прибув на Афон і поступив в Свято — Пантелеймонів монастир в 1881 році, пострижений в рясофор 29.03.1883 года, в мантію 28.03.1884 року, в схиму 13 березня 1896 року. Послух проходив на Крумиці, в келії Іверської ікони Божої Матері, в обителі портарем. Імябожник. Відправлений до Одеси на пароході «Херсон» 3 липня 1913 року.
- Діброва Василь Лукич ( 12.04.1886 - після 8.01.1926) - народився в сім'ї козака Діброви Луки Мироновича та Єфросинії Єфремівни. Закінчив двокласну міністерську школу в м.Лютенька. 1908-1911 рр. писар 4-ї Рижської кордонної бригади. Склав іспит " на першу класову рангу", м. Рига(08.1911р.). 3 1915 по 1918 рр. перебував на військовій службі по мобілізації діловодом - урядовцем військового часу. Діловод в армії УНР ( 16.06.1918 - 12.1920), звання - адміністративний сотник армії УНР, Чорноморського куреня 2-ї Волинської стрілецької дивізії. Перебував в таборі для інтернованих м. Каліш. Звертався до ректора УГА в м. Подєбради з проханням зарахувати його студентом агрономічно-лісового ф-ту (1925). Дістав відмову через вік. Усе ж 8 січня 1926 р. зарахований дійсним студентом ( слухачем) УГА без стипендії. Працював педагогом в Підкарпатській Русі.
- Думенко Леонід Васильович (1951—2004) — заслужений журналіст України, головний редактор газети «Зоря Полтавщини».
- Діаконенко Костянтин Пантелеймонович (1861 — після 1925) — професор медицини, педіатр.
- Діброва Андрій Стефанович (1924—1994) — український художник порцеляни.
- Зарецький Іван Антонович (нар.1857—†1936) — археолог, етнограф, земський і громадський діяч, дійсний член ПВАК та ряду наукових товариств Російської імперії почесний громадянин Полтави (1902 р.).
- Засядько Данило Дмитрович (нар.бл1777 — бл.1826) — генерал-майор учасник війни Французько-російської війни (1812),15 липня 1812 р. він відзначився у боях під Кобрином, а 31 липня 1812 р. – під Городнечею. За участь у боях під Городнечею Засядко був нагороджений орденом св. Анни 2 ступеню.У військової кампанії 1813–1814 рр. він відзначився в наступних битвах: 28.03.–05.04.1813 – Торн; 06.06.1813 – Кенігсберг; 08.05.–09.05.1813 – Бауцен; 04.08.1813 – Цонтин; 11.08.1813 – Гольдберг; 14.08.1813 – Гейнесдорф; 04.10. – 07.10.1813 – Лейпциг; 17.01.1814 – Брієнн; 20.01.1814 – Ла-Ротьєр; 30.01.1814– Шампобер; 12.02. – 19.02.1814 – Майнц. Управляючий Московським Артилерійським Депо. Остання посада — командувач Шостенським пороховим заводом. Також був нагороджений: орденом св. Георгія 3 ступеню, орден Червоного Орла 3 ступеню, орденом св. Володимира 3 ступеню та прусським орденом «За заслуги»,  за участь у боях біля м. Брієнн та ЛаРотьєр Данило Засядко був відзначений золотою шпагою «За хоробрість».
- Засядько Олександр Дмитрович (нар.1779 — †1837) — генерал-лейтенант, інженер-артилерист Російської імператорської армії українського походження.. учасник війни російсько-турецької війна (1806—1812) і французько-російської війни (1812). Конструктор та фахівець із розробки ракетної зброї. Його онук Засядько Дмитро Іванович (1860-6.05.1925 Таллін) - державний діяч РІ, Самарський, Радомський губернатор, сенатор, гофмейстер.
- Ірклієвський Василь Данилович (17.03.1910-12.12.1992) — український вчений — мовознавець, лексикограф. Внаслідок наполегливої багаторічної праці видав дві книжки: «Етимологічний словник українських прізвищ — прізвищезнавство» (Мюнхен, 1987) та «Наші ймення, їх походження і значення» (1968).
- Кацюба Дмитро Васильович (1921—2009) — доктор педагогічних наук, академік Академії історії і політології Росії, професор Кемеровського університету.
- Кацюба(Лотиш) Савка Максимович — відомий кобзар, лірник(кінець XIX ст.). Учень Зелінського Гаврила Михайловича. Віртуозно виконував «Азовських братів», «Олексія Поповича», «Вдови й три сини», Сестр і брат". Його творчість описав Мартинович Порфирій Денисович в 1885 році.
- Коваленко Федір (1925—1992) — митрофорний ієрей Української православної церкви в діаспорі. Був настоятелем церкви Св. Трійці у Клівленді, парафії Св. Параскеви в Рочестері (Нью-Йорк). Брав активну участь в українському русі в діаспорі, був членом 285-го відділу Українського народного союзу. Дав свідчення Комісії США з питань Голоду в Україні по дослідженню Голодомору в Україні 1932—1933 років свідком якого він був в Лютенці, його свідчення зафіксовані в тритомнику матеріалів Комісії Конгресу США. Влітку 1991 року відвідав рідне село Лютеньку. Помер 9 грудня 1992 року, о. Федора Коваленко захоронено на цвинтарі святого Андрія (Саут-Баунд-Брук) США.
- Когновицький Олег Станіславович — професор Петербурзької академії транспорту і зв'язку.
- Когновицький Станіслав Францович — заслужений агроном України.
- Гаптарь Пилип Силантійович (1888—1968, Пенріті, Австралія) —  учасник Першої світової війни, служив в 45-у Сибірському полку, останнє звання - поручник. Під час Визвольних змагань - сотник 4-ї Київської стрілецької дивізії армії УНР, учасник Зимових походів. Полковник військ УНР, нагороджений військовими орденами за заслуги, член Комбатантів, почесний член СУМ, член Української громади Ст. Меріс (Австралія), учитель української суботньої школи.
- Кулинич Олександр Якович (1903—1972) — професор, доктор медичних наук, завідувач кафедри в Іжевському державному медичному інституті.
- Мишаста Ольга Андріївна — кандидат біологічних наук, працює в Криму.
- Павловський Феоктист (нар.1706-†1744) — український живописець. Керував малярнею Києво-Печерської лаври у 1730—1744 роках. Навчався в Київській академії. З 1730 року працював разом з І. Максимовичем у Лаврській іконописній майстерні. Писав ікони, пейзажі й портрети (Варлаам (Ванатович) та ін.). Деякі дослідники вважають, що в 1733 році під його керівництвом в малярні монастиря виконувалися ікони на замовлення родини гетьмана Данила Апостола для церкви у Великих Сорочинцях та керував роботами з розпису Троїцька надбрамна церкви в Києво-Печерській лаврі. Малюнки й ескізи до ікон збереглися в «Кужбушках».
- Пашко Микола Семенович (1935—2007) — кандидат історичних наук, науковий працівник музею А. С. Макаренко в с. Ковалівка Полтавського району, працював учителем, журналістом, редактором обласних газет Львова, викладачем Полтавського педуніверситету.
- Попович Іван Володимирович — професор Львівського університету, перший секретар комсомольського осередку (1921 р.) у с. Лютенька.
- Пістун(Перевала) Тамара Василівна (1939 р. н.) — українська освітянка, етнограф, народознавець.
- Савченко Іван Федорович (1923—2001) — завідувач птахівничого комплексу КСП імені Шевченка, делегат XXIII з'їзду КПРС, Герой Соціалістичної Праці (1966).
- Самбуленко Нестір — козак лютенської сотні, очолював великий загін повстанців у селянській війні 1670—1671 під проводом Степана Разіна.
- Силка Іван(Юхненко) — (? — 1659) — козак Лютенської сотні Полтавського полку, військовий діяч доби Гетьманщини, полковник, наказний гетьман (1659) над військом промосковського гетьмана І. Безпалого.
- Скаженик Галина Мелентіївна (1926—2006) — доярка, делегат XXII з'їзду КПРС, Герой Соціалістичної Праці (1961).
- Скаженик Олексій Михайлович (нар. 18.10.1924 р.) — лауреат Державної премії СРСР, кандидат технічних наук, заступник головного конструктора Харківського заводу імені Малишева, конструктор дизельних двигунів.
- Хоменко Микола Миколайович (1948—1996) — заслужений агроном України.
- Христовий Леонтій Остапович (30.06.1898-15.07.1921) — козак армії УНР, отаман повстанського загону на Полтавщині.
- Христовий Микола Федорович (нар.1894—1938) — У 1924—29 очолював відділ мистецтва при Наркомосі. З 1929 директор Київського оперного театру. Директор Музею мистецтв ВУАН.
- Чабанівський Василь Федорович — український військовий та громадський діяч, полковник Армії УНР, на еміграції генерал-хорунжий. Учасник визвольних змагань 1917—1921 років.
- Чайка Іван Федосійович (1945) — почесний краєзнавець України, історик, директор лютенської середньої школи (1980—2011). Автор документального роману «Дзвони над Лютенькою», книги по історії с. Лютеньки «Від землі до космосу», документального роману"Віха", оповідань з історії рідного краю «У герці», «Відлуння». Засновник меморіального мозею винахідника ракет Олександра Засядька.
- Шостак Андрій Ілліч (1759—1819) — віце-губернатор Таврійської губернії (з 1802), дійсний статський радник. В 1789 році разом із віце-адміралом Дерибасом брав участь у виборі місця для гавані(Одеса). Син лютенського сотника (1747—1779) Іллі Опанасовича Шостака, Опанас Шостак — обозний полковий. Мати — Єфросинія Іванівна Шостак(Кир'як) зі старовинного козацького роду, внучка козацького полковника Карпа Часника, батько — Іван Кирилович Кир'як, значковий товариш Гадяцького полку, брат Степан — осавул Гадяцького полку.
- Яременко Роман Іванович (1850—1899) - сліпий кобзар, його творчість описав фольклорист і етнограф Мартинович Порфирій Денисович.
- Ярмоленко Федір Якович (1923—1993) — учасник Другої світової війни, командир мінометного розрахунку. Нагороджений орденом Червоного прапора (20.03.1943 р.) та двома орденами Червоної Зірки (26.04.1944 р., 30.11.1944 р.). Після закінчення війни працював ковалем в місцевому колгоспі.